# West Lealman
West Lealman ist  ein census-designated place (CDP) im Pinellas County im US-Bundesstaat Florida. Das U.S. Census Bureau hat bei der Volkszählung 2020 eine Einwohnerzahl von 16.438 ermittelt. 

## Geographie
West Lealman grenzt direkt an die Städte Pinnellas Park und Saint Petersburg und liegt rund 10 km südlich von Clearwater sowie etwa 25 km südwestlich von Tampa. Der CDP wird von der Florida State Road 693 tangiert.

## Demographische Daten
Laut der Volkszählung 2010 verteilten sich die damaligen 15.651 Einwohner auf 9438 Haushalte. Die Bevölkerungsdichte lag bei 1932,2 Einw./km². 86,2 % der Bevölkerung bezeichneten sich als Weiße, 4,5 % als Afroamerikaner, 0,4 % als Indianer und 3,9 % als Asian Americans. 2,4 % gaben die Angehörigkeit zu einer anderen Ethnie und 2,6 % zu mehreren Ethnien an. 8,3 % der Bevölkerung bestand aus Hispanics oder Latinos.
Im Jahr 2010 lebten in 18,9 % aller Haushalte Kinder unter 18 Jahren sowie 44,6 % aller Haushalte Personen mit mindestens 65 Jahren. 50,2 % der Haushalte waren Familienhaushalte (bestehend aus verheirateten Paaren mit oder ohne Nachkommen bzw. einem Elternteil mit Nachkomme). Die durchschnittliche Größe eines Haushalts lag bei 2,04 Personen und die durchschnittliche Familiengröße bei 2,74 Personen.
18,2 % der Bevölkerung waren jünger als 20 Jahre, 19,1 % waren 20 bis 39 Jahre alt, 26,9 % waren 40 bis 59 Jahre alt und 35,8 % waren mindestens 60 Jahre alt. Das mittlere Alter betrug 50 Jahre. 48,2 % der Bevölkerung waren männlich und 51,8 % weiblich.
Das durchschnittliche Jahreseinkommen lag bei 31.806 $, dabei lebten 16,2 % der Bevölkerung unter der Armutsgrenze.